# Parma Associazione Sportiva 1947-1948
Questa pagina raccoglie le informazioni riguardanti il Parma Associazione Sportiva nelle competizioni ufficiali della stagione 1947-1948.

## Stagione
La riforma dei campionati prevedeva la riduzione, dalla stagione seguente, da tre a un solo girone di Serie B, perciò solo le prime sei o sette squadre di ogni girone sarebbero state salve. Il Parma chiuse al sesto posto nel suo girone, con 38 punti, in coabitazione con Cremonese e Prato, riuscendo a salvarsi negli spareggi. Questo girone promosse il Padova con 51 punti in Serie A, davanti al Verona con punti 46 e alla SPAL con 43.

## Rosa
| N. |                      | Ruolo | Calciatore         |
| -- | -------------------- | ----- | ------------------ |
|    | Italia (bandiera)    | P     | Renzo Cavallina    |
|    | Italia (bandiera)    | P     | Giano Pattini      |
|    | Italia (bandiera)    | D     | Alfredo Dall'Aglio |
|    | Italia (bandiera)    | D     | Franco Franchini   |
|    | Italia (bandiera)    | D     | Adile Montanari    |
|    | Italia (bandiera)    | D     | Sergio Persia      |
|    | Argentina (bandiera) | D     | Víctor Pozzo       |
|    | Italia (bandiera)    | D     | Lino Spaggiari     |
|    | Italia (bandiera)    | C     | Francesco Berruti  |
|    | Italia (bandiera)    | C     | Elios Bonzagni     |
|    | Italia (bandiera)    | C     | Nino Gaibazzi      |

| N. |                   | Ruolo | Calciatore          |
| -- | ----------------- | ----- | ------------------- |
|    | Italia (bandiera) | C     | Giuseppe Giuliani   |
|    | Italia (bandiera) | C     | Francesco Laucello  |
|    | Italia (bandiera) | C     | Luciano Marchi      |
|    | Italia (bandiera) | C     | Cesare Rubinato     |
|    | Italia (bandiera) | C     | Luigi Vitto         |
|    | Italia (bandiera) | A     | Ettore Bertoni      |
|    | Italia (bandiera) | A     | William Bronzoni    |
|    | Italia (bandiera) | A     | Eugenio Cattani     |
|    | Italia (bandiera) | A     | Franco Concesi      |
|    | Italia (bandiera) | A     | Ugo Maestri         |
|    | Italia (bandiera) | A     | Goffredo Stabellini |

## Risultati

### Campionato

#### Girone di andata
| Arbitro: | Rossi (Arezzo) |

|             |           |                            |
| Nardi I 87’ | Marcatori | 49’ Stabellini 63’ Berruti |

| Arbitro: | Massai (Pisa) |

|                            |           |  |
| Berruti 22’ Stabellini 89’ | Marcatori |  |

| Arbitro: | Bergomi (Milano) |

|           |           |             |
| Milli 62’ | Marcatori | 8’ Laucello |

| Arbitro: | Piselli (Firenze) |

|                                    |           |             |
| Laucello 22’ Stabellini 35’ (rig.) | Marcatori | 90’ Maestri |

| Arbitro: | Meniconi (Macerata) |

|               |           |             |
| Cappellini 9’ | Marcatori | 86’ Bertoni |

| Arbitro: | Carpani (Milano) |

|                          |           |            |
| Bronzoni 26’ Bertoni 33’ | Marcatori | 85’ Suozzi |

| Arbitro: | Boffardi (Genova) |

|             |           |               |
| Becagli 53’ | Marcatori | 7’ Stabellini |

| Arbitro: | Scotto (Savona) |

|                                    |           |  |
| Lodi 3’, 83’ Bizzotto 73’ Sega 90’ | Marcatori |  |

| Arbitro: | Dellarole (Vercelli) |

|                            |           |  |
| Cattani 22’ Stabellini 80’ | Marcatori |  |

| Arbitro: | Barbieri (Milano) |

|  |           |               |
|  | Marcatori | 29’ Pravisano |

| Prato 30 novembre 1947 11ª giornata | Prato            | 0 – 0 | Parma | Stadio Lungobisenzio\| Arbitro: \| Tibaldi (Savona) \| |
| Arbitro:                            | Tibaldi (Savona) |       |       |                                                        |

| Arbitro: | Pieri (Trieste) |

|           |           |                |
| Conti 25’ | Marcatori | 78’ Stabellini |

| Arbitro: | Pasinetti (Roma) |

|                           |           |                         |
| Galbazzi 31’ Bronzoni 68’ | Marcatori | 85’ Faccenda 90’ Cecchi |

| Arbitro: | Matucci (Seregno) |

|              |           |  |
| De Negri 43’ | Marcatori |  |

| Arbitro: | Tibaldi (Savona) |

|             |           |  |
| Bertoni 82’ | Marcatori |  |

| Arbitro: | Coppolone (Bari) |

|                         |           |                     |
| Berruti 59’ Bertoni 68’ | Marcatori | 14’ (aut.) Giuliani |

| Treviso 18 gennaio 1948 17ª giornata | Treviso              | 0 – 0 | Parma | Stadio Omobono Tenni\| Arbitro: \| Balestrino (Oneglia) \| |
| Arbitro:                             | Balestrino (Oneglia) |       |       |                                                            |

#### Girone di ritorno
| Arbitro: | Pizzato (Mestre) |

|                            |           |  |
| Bonzagni 20’ Montanari 71’ | Marcatori |  |

| Ferrara 22 febbraio 1948 19ª giornata | SPAL             | 0 – 0 | Parma | Stadio Comunale\| Arbitro: \| Carpani (Milano) \| |
| Arbitro:                              | Carpani (Milano) |       |       |                                                   |

| Arbitro: | Mineo (Ancona) |

|                 |           |  |
| Bertoni 3’, 78’ | Marcatori |  |

| Arbitro: | Matucci (Seregno) |

|            |           |  |
| Chizzo 15’ | Marcatori |  |

| Parma 14 marzo 1948 22ª giornata | Parma             | 0 – 0 | Carrarese P. Binelli | Stadio Ennio Tardini\| Arbitro: \| Caprioli (Varese) \| |
| Arbitro:                         | Caprioli (Varese) |       |                      |                                                         |

| Reggio Emilia 21 marzo 1948 23ª giornata | Reggiana          | 0 – 0 | Parma | Stadio Mirabello\| Arbitro: \| Moradei (Trieste) \| |
| Arbitro:                                 | Moradei (Trieste) |       |       |                                                     |

| Parma 28 marzo 1948 24ª giornata | Parma              | 0 – 0 | Mantova | Stadio Ennio Tardini\| Arbitro: \| Forza (Monfalcone) \| |
| Arbitro:                         | Forza (Monfalcone) |       |         |                                                          |

| Arbitro: | Caputi (Roma) |

|            |           |             |
| Bertoni 3’ | Marcatori | 7’ Piccioli |

| Arbitro: | Coppolone (Bari) |

|                                       |           |                                |
| Zironi 62’ Bonistalli 70’ Magotti 74’ | Marcatori | 36’ Bertoni 81’ (rig.) Berruti |

| Arbitro: | Barbieri (Milano) |

|         |           |  |
| Boscolo | Marcatori |  |

| Arbitro: | Selva (Torino) |

|              |           |  |
| Bronzoni 40’ | Marcatori |  |

| Parma 9 maggio 1948 29ª giornata | Parma                | 0 – 0 | Padova | Stadio Ennio Tardini\| Arbitro: \| Balestrino (Oneglia) \| |
| Arbitro:                         | Balestrino (Oneglia) |       |        |                                                            |

| Arbitro: | Pasinetti (Roma) |

|  |           |                          |
|  | Marcatori | 37’ Bertoni 53’ Bonzagni |

| Arbitro: | Matucci (Seregno) |

|                                      |           |                           |
| Berruti 15’ Stabellini 62’ Pozzo 78’ | Marcatori | 19’ Rizzoni 82’ Corradini |

| Arbitro: | Boffardi (Genova) |

|                        |           |  |
| Colombi 20’ (rig.) 87’ | Marcatori |  |

| Arbitro: | Maglio (Torino) |

|            |           |  |
| Ottino 55’ | Marcatori |  |

| Arbitro: | Marchetti (Milano) |

|             |           |            |
| Bertoni 34’ | Marcatori | 10’ Meroni |

## Statistiche

### Statistiche di squadra
| Competizione       | Punti | In casa | In casa | In casa | In casa | In casa | In casa | In trasferta | In trasferta | In trasferta | In trasferta | In trasferta | In trasferta | Totale | Totale | Totale | Totale | Totale | Totale | M.I. |
| Competizione       | Punti | G       | V       | N       | P       | Gf      | Gs      | G            | V            | N            | P            | Gf           | Gs           | G      | V      | N      | P      | Gf     | Gs     | M.I. |
| ------------------ | ----- | ------- | ------- | ------- | ------- | ------- | ------- | ------------ | ------------ | ------------ | ------------ | ------------ | ------------ | ------ | ------ | ------ | ------ | ------ | ------ | ---- |
| Serie B (girone B) | 38    | 17      | 10      | 6       | 1       | 23      | 10      | 17           | 2            | 8            | 7            | 10           | 18           | 34     | 12     | 14     | 8      | 33     | 28     | +5   |
| Serie B (spareggi) |       | -       | -       | -       | -       | -       | -       | -            | -            | -            | -            | -            | -            | 3      | 1      | 1      | 1      | 3      | 6      | -3   |
| Totale             |       | 17      | 10      | 6       | 1       | 23      | 10      | 17           | 2            | 8            | 7            | 10           | 18           | 37     | 13     | 15     | 9      | 36     | 34     | +2   |

### Statistiche dei giocatori
| Giocatore     | Serie B  | Serie B | Spareggi | Spareggi | Totale   | Totale |
| Giocatore     | Presenze | Reti    | Presenze | Reti     | Presenze | Reti   |
| ------------- | -------- | ------- | -------- | -------- | -------- | ------ |
| F. Berruti    | 28       | 5       | 3        | 0        | 31       | 5      |
| E. Bertoni    | 28       | 10      | -        | -        | 28       | 10     |
| E. Bonzagni   | 10       | 2       | 2        | 0        | 12       | 2      |
| W. Bronzoni   | 19       | 3       | 3        | 3        | 22       | 6      |
| E. Cattani    | 2        | 1       | -        | -        | 2        | 1      |
| R. Cavallina  | 3        | -3      | -        | -        | 3        | -3     |
| F. Concesi    | 4        | 0       | -        | -        | 4        | 0      |
| A. Dall'Aglio | 5        | 0       | -        | -        | 5        | 0      |
| F. Franchini  | 17       | 0       | 1        | 0        | 18       | 0      |
| N. Gaibazzi   | 7        | 1       | 2        | 0        | 9        | 1      |
| G. Giuliani   | 17       | 0 (1)   | 3        | 0        | 20       | 0      |
| F. Laucello   | 10       | 2       | 2        | 0        | 12       | 2      |
| U. Maestri    | 6        | 0       | -        | -        | 6        | 0      |
| L. Marchi     | 23       | 0       | 3        | 0        | 26       | 0      |
| A. Montanari  | 34       | 1       | 3        | 0        | 37       | 1      |
| G. Pattini    | 31       | -25     | 3        | -6       | 34       | -31    |
| S. Persia     | 15       | 0       | -        | -        | 15       | 0      |
| V.J. Pozzo    | 29       | 1       | 1        | 0        | 30       | 1      |
| C. Rubinato   | 2        | 0       | -        | -        | 2        | 0      |
| L. Spaggiari  | 25       | 0       | 3        | 0        | 28       | 0      |
| G. Stabellini | 28       | 7       | 1        | 0        | 29       | 7      |
| L. Vitto      | 31       | 0       | 3        | 0        | 34       | 0      |